# Mimmi Larsson
Ann Mimmi Ellenore Larsson, född 9 april 1994, är en svensk fotbollsspelare som spelar för Djurgårdens IF.

## Klubbkarriär
Larssons moderklubb är Torsby IF. Hon gjorde 68 mål som 15-åring för klubben i Division 5. 2010 gick hon över till Mallbackens IF. Den 13 juni 2010 gjorde hon ett hattrick i en 6–3-vinst över Falkenbergs FF. Under säsongerna 2012 till 2015 gjorde Larsson 46 mål på 89 seriematcher, varav 20 mål under säsongen 2014 i Elitettan.
I november 2015 värvades Larsson av Eskilstuna United. I premiären av Damallsvenskan 2016 gjorde hon två mål i en 2–1-vinst över Djurgårdens IF Dam. Den 2 oktober 2016 gjorde Larsson ett hattrick i en 3–3-match mot Djurgården. I november 2016 förlängde hon sitt kontrakt med ett år.
I november 2018 värvades Larsson av Linköpings FC, där hon skrev på ett tvåårskontrakt. I december 2019 värvades Larsson av FC Rosengård, där hon skrev på ett tvåårskontrakt.
I december 2022 värvades Larsson av amerikanska Kansas City Current, där hon skrev på ett tvåårskontrakt. I januari 2024 värvades Larsson av tyska RB Leipzig. I juli 2024 återvände hon till Sverige och skrev på ett 2,5-årskontrakt med Djurgårdens IF.

## Landslagskarriär
I maj 2019 blev Larsson uttagen i Sveriges trupp till Världsmästerskapet i fotboll 2019.